# حرب الصحراء الغربية
حرب الصحراء الغربية (بالإنجليزية: Western Sahara War، بالفرنسية: Guerre du Sahara occidental، بالإسبانية: Guerra del Sahara Occidental) هي صراع مسلح بين جبهة البوليساريو والمغرب في الفترة ما بين 1975 و1991، وتعتبر جزءا مهما من نزاع الصحراء الغربية. اندلع الصراع بعد انسحاب إسبانيا من الصحراء الإسبانية مع بدأ تنفيذ اتفاقيات مدريد، التي نقلت إدارة المنطقة إلى المغرب وموريتانيا، لكن دون أن تكون لهما السيادة عليها. في أواخر 1975، نظمت الحكومة المغربية المسيرة الخضراء بمشاركة 350 ألف مواطن مغربي يرافقهم ما يقارب 20 ألف جندي لدخول الصحراء الغربية ومحاولة بناء وجود مغربي بها. واجهت منذ الوهلة الأولى مقاومة صغيرة من البوليساريو، دخل المغرب فيما بعد في فترة طويلة من حرب العصابات مع القوميين الصحراويين. خلال أواخر عقد 1970، دخلت جبهة البوليساريو، التي كانت ترغب في تأسيس دولة مستقلة في المنطقة، في نزاع مسلح مع كل من موريتانيا والمغرب معا. في 1979، انسحبت موريتانيا من الصراع بعد توقيعها لمعاهدة سلام مع البوليساريو. استمرت الحرب بمستوى منخفض خلال عقد 1980، وسعى المغرب لتكون له اليد العليا خلال الفترة 1989–1991. أنهى اتفاق وقف إطلاق النار النزاع المسلح بين جبهة البوليساريو والمغرب في سبتمبر 1991. تقول بعض المصادر أن العدد الإجمالي للقتلى يتراوح ما بين 10,000 و20,000 قتيلا.
تحول النزاع من صراع عسكري إلى مقاومة مدنية. لم تجد عملية السلام، لإيجاد مخرج لإنهاء النزاع، حلا نهائيا بخصوص اللاجئين الصحراويين والاتفاق حول المنطقة بين المغرب والجمهورية الصحراوية. تقع اليوم معظم منطقة الصحراء الغربية تحت سيطرة المغرب، ويديرها بصفتها «الأقاليم الجنوبية» له، فيما يصف القوميون الصحراويون هذه الأخيرة بأنها «مناطق محتلة»، وتحكم الأجزاء الداخلية منها الجمهورية العربية الصحراوية الديمقراطية، تحت إدارة جبهة البوليساريو التي تعتبرها «مناطق محررة»، فيما يشير إليها المغرب بأنها «مناطق عازلة».

## خلفية

### الصحراء الإسبانية

موقع الصحراء الغربية في غرب أفريقيا، وتظهر باللون الأحمر.

في 1884، زعمت إسبانيا أنها ستقوم بحماية المنطقة الساحلية بين رأس بوجدور ورأس نواذيبو. فيما بعد، مددت إسبانيا سيطرتها على هذه المناطق. في 1958، دمجت إسبانيا المنطقتين المنفصلتين سابقا الساقية الحمراء (في الشمال) ووادي الذهب (في الجنوب) في شكل مقاطعة الصحراء الإسبانية.

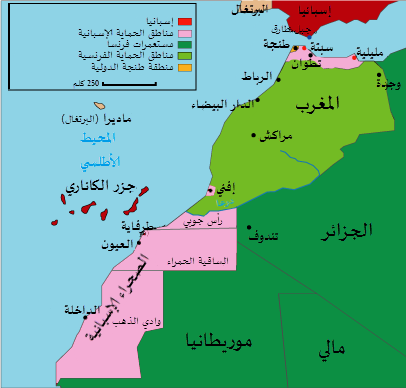
تقسيم المغرب في فترة الحماية، وتظهر الصحراء الغربية فيها تحت حماية إسبانيا باللون الوردي.

كبدت الغارات والتمردات من قبل السكان الصحراويين الأصليين القوات الإسبانية خسائر كبيرة ودفعتها إلى البقاء بالمنطقة لوقت أطول. بدأ ماء العينين، زعيم السمارة الصحراوي، انتفاضة ضد فرنسا في عقد 1910، وفي نفس الوقت مددت فرنسا نفوذها وسيطرتها في شمال غرب أفريقيا، وأخمدت الانتفاضة الذي قام بقيادتها ابن ماء العينين أحمد الهيبة بعد هزيمة هذا الأخير في معركة سيدي بوعثمان في سبتمبر 1912 وتمكنت القوات الفرنسية من دخول مراكش، ودمرت مدينة السمارة كانتقام في 1913. لكن حتى التدمير الثاني للسمارة في 1934، من قبل قوات إسبانية–فرنسية مشتركة، أخمد نهائيا مقاومة المنطقة. بدأ جيش التحرير المغربي انتفاضة أخرى في سيدي إفني في ما بين 1956 و1958، أدت إلى حرب ضارية، لكن استعادت القوات الإسبانية أخيرا السيطرة، ومرة أخرى بمساعدات فرنسية. ومع ذلك، تعقدت الأوضاع، وفي 1967، نشأت حركة التحرير لمواجهة الاستعمار الإسباني سلميا. بعد أحداث انتفاضة الزملة في 1970، عندما دمرت الشرطة الإسبانية المنظمة و«أخفت» مؤسسها، محمد البصيري، القومي الصحراوي ومرة أخرى تحول ذلك إلى عمليات عسكرية.

### الأوضاع التي أدت إلى تأسيس جبهة البوليساريو

شعار جبهة البوليساريو، وهو نفسه شعار الجمهورية العربية الصحراوية الديمقراطية وهي دولة معترف بها جزئيا أعلنتها جبهة البوليساريو.

في 1971، بدأ مجموعة من شباب الطلاب الصحراويين في جامعات المغرب بتنظيم أنفسهم في ما سمي الحركة البدائية لتحرير الساقية الحمراء ووادي الذهب. بعد محاولة عقيمة لنيل الدعم من عدد من الحكومات العربية، بما في ذلك كل من الجزائر والمغرب، لكنها تلقت دعما صغيرًا فقط من ليبيا وموريتانيا، انتقلت الحركة إلى الصحراء الغربية لبدأ تمرد مسلح.

### بدايات الصراع المسلح
تأسست جبهة البوليساريو في 10 مايو 1973 في مدينة الزويرات الموريتانية، بهدف القضاء على الاستعمار الإسباني بالقوة العسكرية.

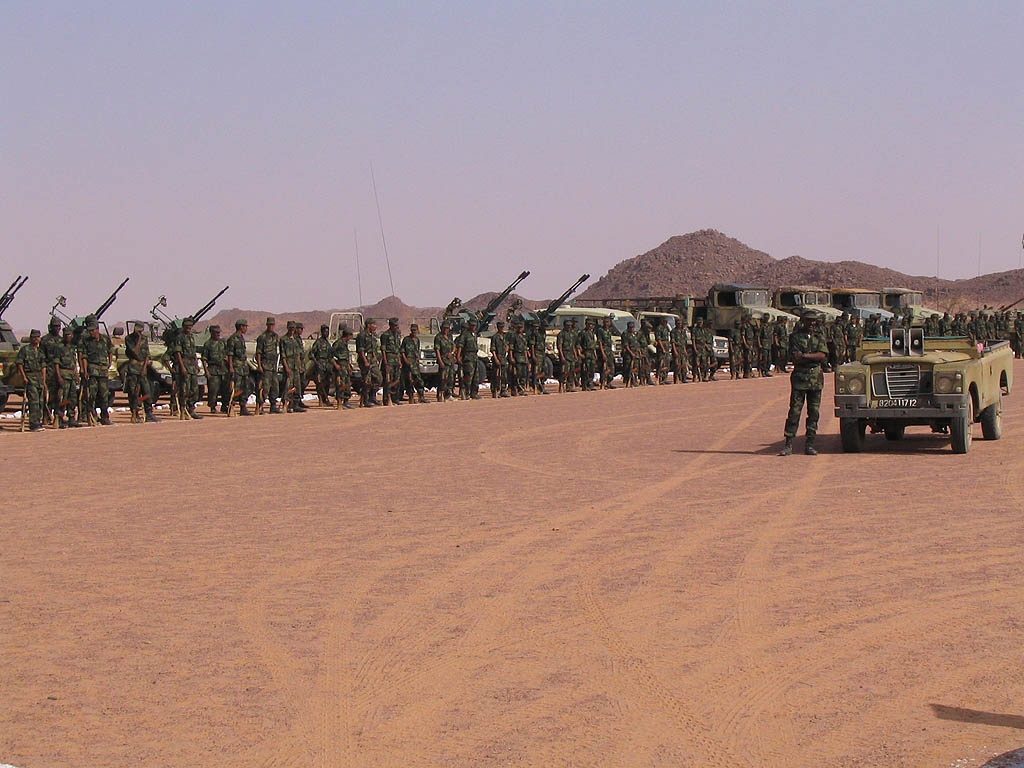
تجمع لجنود من جيش التحرير الشعبي الصحراوي، بالقرب من تيفاريتي، وهو الجناح العسكري لجبهة البوليساريو، الذي خاض حرب الصحراء الغربية ضد المغرب وموريتانيا.

كان الأمين العام الأول لها هو الوالي مصطفى السيد. في 20 مايو، هاجمت البوليساريو خنغة، وكان هذا أول عمل عسكري لها، وكان على مركز شرطة إسباني خاص بقوات مساعدة احتياطية متكونة من صحراويين، حيث قامت باقتحامه وإطلاق النار من بنادق عليه. سيطرت البوليساريو تدريجيا على مساحات واسعة من الريف الصحراوي، منذ أوائل 1975 حيث قامت القوات المساعدة الاحتياطية الصحراوية بالانضمام إلى البوليساريو، وجلبت أسلحتها إليها ودربت مقاتليها عليها. في هذه النقطة، قدر عدد القوات المسلحة للبوليساريو بحوالي 800 رجل، لكنه تراجع. أقيمت زيارة أممية تحت قيادة سيميون أكي في يونيو 1975 لدعم الصحراويين في مسألة الاستقلال (حيث عارضت الحكم الإسباني أو التوحد مع دولة مجاورة) و«بإجماع ساحق» وأن جبهة البوليساريو هي أكبر قوة سياسية إلى حد كبير في المنطقة.

## الحرب

### الانسحاب الإسباني
في حين أن إسبانيا تفاوضت على التنازل عن السلطة في صيف عام 1975، إلا أنها قد تنازلت عن إدارة أراضي المنطقة إلى موريتانيا والمغرب بعد توقيع اتفاقيات مدريد فقط. ومع ذلك، في 30 أكتوبر 1975، عبرت القوات المغربية إلى الإقليم من الشمال الشرقي، وتقدمت نحو المحبيس وفرسية.
نظمت الحكومة المغربية المسيرة الخضراء بمشاركة 350.000 مواطن مغربي، رفقة 20.000 جندي، ودخلوا الصحراء الغربية، في محاولة لإنشاء وجود مغربي.

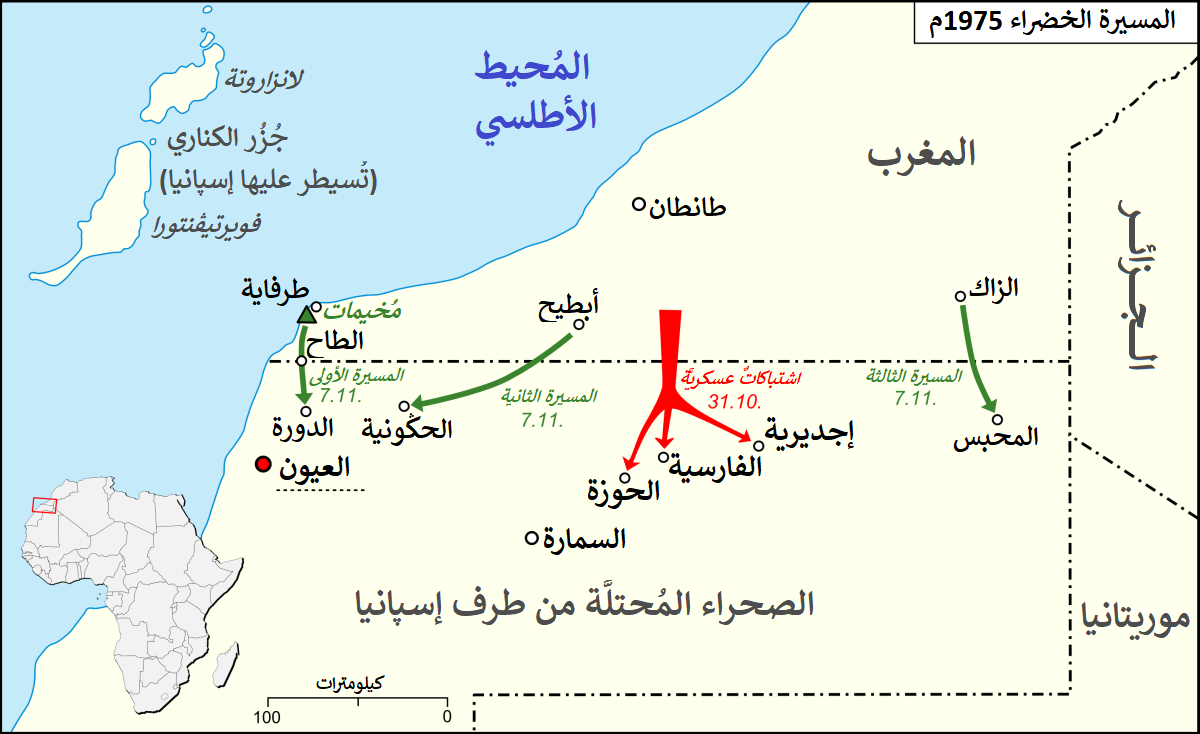
خريطة عبور المواطنين المغاربة لمناطق الصحراء الغربية.

واجهت المسيرة منذ الوهلة الأولى مقاومة غير خطيرة من البوليساريو، ودخل المغرب فيما بعد في فترة طويلة من حرب العصابات مع القوميين الصحراويين. خلال أواخر عقد 1970، وبعد ضغوط مغربية من خلال المسيرة الخضراء في 6 نوفمبر، دخلت إسبانيا في مفاوضات أدت إلى توقيع اتفاقيات مدريد حيث تنازلت من جانب واحد عن سيطرتها على أراضي الصحراء الغربية إلى موريتانيا والمغرب في 14 نوفمبر 1975.
لم تعترف الأمم المتحدة بالاتفاق، وأكدت أن إسبانيا هي الدولة التي تسيطر على الإقليم. في خريف عام 1975، نتيجة التقدم المغربي، هرب عشرات الآلاف من الصحراويين من المدن التي يسيطر عليها المغرب في الصحراء، وقاموا ببناء مخيمات لاجئين في أمغالا، تيفاريتي وأم دريكة.
في العامين التالين، نمت جبهة البوليساريو بشكل كبير، كما توافد اللاجئون الصحراويون إلى مخيمات الفارين من الجيوش المغربية والموريتانية، في حين وفرت الجزائر وليبيا الأسلحة والتمويل.
في غضون أشهر بعد الهجوم المغربي في 1975–1976، انضم آلاف المقاتلين المسلحين إلى البوليساريو. كان الجيش النظامي للبوليساريو قادرا على إلحاق ضرر شديد من خلال هجمات الكر والفر التي تندرج ضمن تكتيكات حرب العصابات، حيث قام بهجمات ضد القوات المغربية في الصحراء الغربية ولكن أيضا داهم مدنا وبلدات في المغرب وموريتانيا.

### الانتعاش المغربي
في 11 ديسمبر 1975، وصلت القوات المغربية الأولى إلى العيون، واندلع القتال مع جبهة البوليساريو. في 20 ديسمبر، نجحت القوات الموريتانية في السيطرة على تشلة والكويرة، بعد أسبوعين من الحصار. في 27 يناير، اندلعت معركة أمغالا الأولى ومعركة أمغالا الثانية بين المغرب والجزائر مع جبهة البوليساريو.
في يناير 1976، قصفت القوات الجوية الملكية المغربية مخيمات للاجئين أيضا في الجزء الشمالي من الإقليم.
في 26 فبراير 1976، أعلنت إسبانيا رسميا انسحابها الكامل من المنطقة.

### إعلان الجمهورية الصحراوية وحرب العصابات
أعلنت جبهة البوليساريو إنشاء الجمهورية العربية الصحراوية الديمقراطية في 27 فبراير 1976، وشنت حرب عصابات ضد كل من المغرب وموريتانيا. أصدرت محكمة العدل الدولية في لاهاي حكمها على المستعمرة الإسبانية السابقة قبل ذلك بأسابيع فقط، والذي قال عنه كل طرف أنه يؤكد حقوقه في الأراضي المتنازع عليها. بعد الانتهاء من الانسحاب الإسباني، وفي تطبيق لاتفاقيات مدريد في 1976، تولى المغرب إدارة منطقة الساقية الحمراء والثلثين الشمالين من الإقليم، في حين سيطرت موريتانيا على الثلث الثالث الجنوبي. صادقت المحكمة على اتفاق 14 أبريل 1976.

علم الجمهورية العربية الصحراوية الديمقراطية المعلنة من جانب واحد وذات الاعتراف المحدود.

ردت جبهة البوليساريو على الهجوم المغربي بهجمات حرب العصابات، وانتقل قاعدتها إلى تندوف في غرب الجزائر، حيث تقع مخيمات اللاجئين الأولى وأنشئت في مايو 1976.

### التدخل الموريتاني والفرنسي
كان لدى موريتانيا، تحت حكم نظام ولد داداه، جيش ضعيف يضم 3.000 رجل، وكان غير قادر على إيقاف الهجمات ضده. بعد تكرر الضربات ضد مصدر البلاد الرئيسي للدخل، وهو مناجم الحديد في الزويرات، أصبحت الحكومة عاجزة بسبب نقص الأموال وتلى ذلك اضطرابات داخلية. أسهمت الاضطرابات العرقية في القوات المسلحة الموريتانية بقوة أيضا في عدم فعالية الجيش: تم تجنيد الأفارقة السود قسرا من جنوب البلاد لكنهم قاوموا هذا لأنهم قالوا أن سبب هذا التجنيد هو تورط شمالي في نزاع عربي، وكذلك تعاطف قبائل شمال موريتانيا في كثير من الأحيان مع جبهة البوليساريو، وهذا بسبب الخوف من الطموحات الإقليمية المغربية الممكنة والاستياء من زيادة اعتماد نظام ولد داداه على الدعم المغربي.

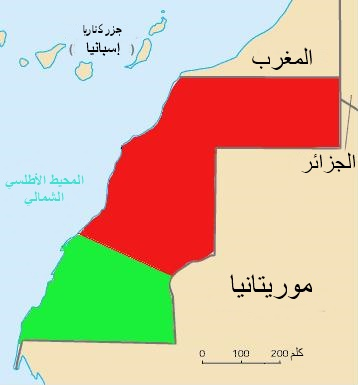
تقسيم الصحراء الغربية بين المغرب (أحمر) وموريتانيا (أخضر).

في 1977، تدخلت فرنسا بعد أسر مجموعة من الفنيين الفرنسيين خلال غارة على مناجم الحديد في الزويرات، وسميت مشاركتها باسم عملية خروف البحر. نشرت القوات الجوية الفرنسية طائرات سيبيكات جاغوار في موريتانيا في 1978 بموجب أوامر من الرئيس فاليري جيسكار ديستان التي قصفت قوات البوليساريو مرارا وتكرارا في موريتانيا باستخدام النابالم. شنت جبهة البوليساريو غارة على العاصمة نواكشوط وقتل خلالها زعيمها الوالي مصطفى السيد، وتم استبداله بمحمد عبد العزيز، ولم تنقطع هجمات الجبهة. في ظل استمرار الضغط، سقط نظام ولد داداه أخيرا في انقلاب عسكري في 1978 بقيادة ضباط عسكريين متذمرين من الحرب، الذي اتفقوا فورا على وقف إطلاق النار مع جبهة البوليساريو. وقعت معاهدة سلام شامل في 5 أغسطس 1979، واعترفت فيها الحكومة الجديدة بحق الصحراويين في الصحراء الغربية وتخلت بموجبها عن مطالب موريتانيا في هذه المنطقة. سحبت موريتانيا جميع قواتها ووعدت جبهة البوليساريو بأنها سوف تعترف رسميا في وقت لاحق بالجمهورية العربية الصحراوية الديمقراطية، مما سبب في تمزق كبير في العلاقات مع المغرب. ادعى ملك المغرب الحسن الثاني على الفور أن أراضي الصحراء الغربية التي كانت تحكمها موريتانيا وغادرتها (التيريس الغربية، وهو اسم يطلق على النصف الجنوبي من وادي الذهب)، قد ضمها المغرب من جانب واحد في أغسطس 1979.

### الجمود (عقد 1980)

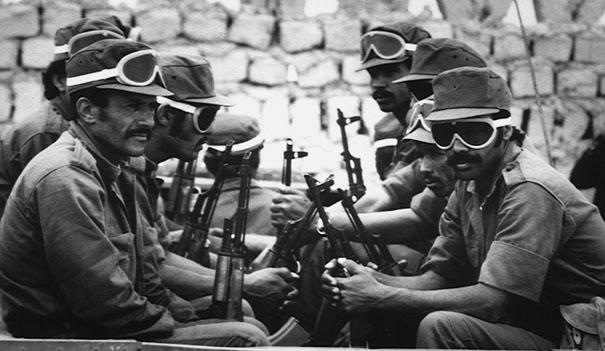
جنود صحراويون في 1983.

من منتصف عقد 1980، وبعد سلسلة من المعارك العسكرية مثل معركة أقا وهجوم بوجدور، نجح المغرب أخيراً إلى حد كبير في طرد قوات البوليساريو من الصحراء الغربية من خلال بناء ساتر ترابي ضخم أو ما سمي بالجدار الرملي. كان يساوي عدد قوات الجيش المغربي المتمركزة في المنطقة تقريبا عدد السكان الصحراويين للدفاع عن الجدار الموجود في الأقاليم الجنوبية، وقد كان هذا الأخير مفيدا اقتصاديا لبعض الأجزاء من الصحراء الغربية (بوكراع، العيون، السمارة وما إلى ذلك). دخلت الحرب حالة من الجمود، مع عدم قدرة أي طرف على تحقيق نصر حاسم، ولكن استمرت ضربات المدفعية وهجمات القنص التي قام بها المقاتلين، وكان المغرب سيئا اقتصاديا وسياسيا بسبب الحرب. واجه المغرب أعباء ثقيلة بسبب التكاليف الاقتصادية الضخمة لنشر القوات على طول الجدار الرملي. أرسلت مساعدات اقتصادية وعسكرية إلى المغرب من المملكة العربية السعودية، فرنسا والولايات المتحدة. أصبح المغرب مرتاحا، ولكن خرجت الأمور تدريجيا عن سيطرة جميع الأطراف المعنية.

### التصعيد 1989–1991
في 7 أكتوبر 1989، أطلقت جبهة البوليساريو هجوما ضخما ضد القوات المغربية في كلتة زمور (وسط الصحراء الغربية) وأمغالا.
كان هجوم تيفاريتي 1991 آخر عملية عسكرية في حرب الصحراء الغربية قد شنتها القوات المغربية وحلفائها ضد مقاتلي حرب العصابات الصحراويين لجبهة البوليساريو وقد انتهت في 6 سبتمبر 1991 لتنتهي الحرب.

## وقف إطلاق النار والتداعيات
وقع اتفاق لوقف إطلاق النار بين البوليساريو والمغرب، قامت بعثة المينورسو التابعة للأمم المتحدة بمراقبته بعد بداية سريانه في 6 سبتمبر 1991، مع وعد بتنظيم استفتاء على الاستقلال في السنة الموالية، كحل نزاع، كما لم توافق جبهة البوليساريو على تقسيم الصحراء الغربية كحل آخر. ومع ذلك، لم يتم تنظيم الاستفتاء بسبب الخلافات حول من يحق لهم التصويت، وأجريت العديد من المحاولات من أجل تنظيم الاستفتاء (وأهمها خطة بيكر في عام 2003) لكن يبدو أنها فشلت. استمر وقف إطلاق النار المطول دون حدوث اضطرابات كبيرة تسبب في إنهاءه، ولكن هددت البوليساريو مرارا باستئناف القتال إذا لم يكن هناك مفاوضات جادة لحل النزاع. سحب المغرب موافقته على كل الشروط الأصلية لخطة التسوية بينه وبين جبهة البوليساريو ومفاوضات خطة بيكر في عام 2003، وغادر بعثة حفظ السلام دون جدول أعمال سياسي: زاد هذا من مخاطر تجدد الحرب.

## الحوادث الدولية
في 24 يونيو 1975، اصطدمت سيارة لاند روفر تابعة للجيش الإسباني بلغم أرضي كانت تجري دورية على الحدود الصحراوية الإسبانية-المغربية، مما أسفر عن مقتل خمسة جنود كانوا داخلها.
في 25 يونيو 1975، هوجمت طائرتا استطلاع تابعة لسلاح الجو الإسباني من قبل القوات المغربية بالقرب من الحدود الصحراوية الإسبانية-المغربية.
في 17 يناير 1980، دمرت مدمرة إسبانية من نوع إس بي إس أليمانتي فيرانديز (دي 22) خلال غارة عليها من قبل طائرة مغربية من نوع ميراج، على بعد 5 أميال من الساحل الجنوبي للصحراء الغربية. تلقت المدمرة الإسبانية إشارة حالة الطورائ من سفن الصيد الإسبانية التي كانت قد احتجزها في السابق زورق دورية مغربي.
في 24 فبراير 1985، أسقطت طائرة بحث بولار 3، من نوع دورنير 228 تابعة لمعهد ألفريد وينر من قبل مسلحين في جبهة البوليساريو في الصحراء الغربية. مات كل الطاقم المتكون من ثلاثة أفراد. كانت بولار 3، جنبا إلى جنب مع طائرة أخرى من نوع بولار 2، في طريقها إلى القارة القطبية الجنوبية وقد أقلعتا في داكار، السنغال، لتصل إلى أريثيفي، جزر الكناري. الحكومة الألمانية، والتي لم تعترف بمزاعم المغرب في الصحراء الغربية في ذلك الوقت وبقيت محايدة في النزاع، انتقدت الحادث بشدة.
في 1984، أسقطت البوليساريو طائرتين اثنتين، الأولى مغربية والثانية بلجيكية.